# Distretto di Raghistan
Il distretto di Raghistan è un distretto dell'Afghanistan appartenente alla provincia di Badakhshan. Viene stimata una popolazione di 20 003 abitanti (stima 2016-17).